# Crailsheim
Crailsheim er en by i den nordøstlige del af den tyske delstat Baden-Württemberg med omkring 32.000 indbyggere (2006) og et areal på 109,08 km².